# Улица Авиаконструктора Микояна
У́лица Авиаконстру́ктора Микоя́на (название с 2006 года) — улица в Северном административном округе Москвы на территории Хорошёвского района. Проходит от 3-й Песчаной улицы до улицы Авиаконструктора Сухого по территории бывшего Центрального аэродрома имени Фрунзе.

## История
Образована 21 февраля 2006 года из проектируемых проездов № 282 и № 5506. Названа в честь авиаконструктора, академика Артёма Ивановича Микояна (1905—1970), дважды Героя Социалистического труда, лауреата шести Государственных и Ленинской премии.

## Здания и сооружения
По нечётной стороне:
По чётной стороне:
- Дом 12 — бизнес-центр «Линкор».
- Дом 14 — жилой комплекс «Приват-сквер».

## Транспорт
- Автобус № 318 — по всей длине улицы.
- Автобус № 175 — от пересечения с проездом Берёзовой Рощи до 3-й Песчаной улицы и обратно.
- Автобус № 818 — от пересечения с проездом Берёзовой Рощи до 3-й Песчаной улицы и обратно; от Ходынского бульвара до улицы Маршала Шапошникова.